# Protosuberites denhartogi
Protosuberites denhartogi är en svampdjursart som beskrevs av van Soest och de Kluijver 2003. Protosuberites denhartogi ingår i släktet Protosuberites och familjen Suberitidae. Inga underarter finns listade i Catalogue of Life.